# Stenophylax solotarewi
Stenophylax solotarewi là một loài Trichoptera trong họ Limnephilidae. Chúng phân bố ở miền Cổ bắc.